# Montanha de Porèra
La Montanha de Porèra és una serra situada al municipi de Naut Aran a la comarca de la Vall d'Aran, amb una elevació màxima de 2.036 metres.